# Đảo Berkner
Đảo Berkner (còn được gọi là Berkner Ice Rise hay còn gọi là Đảo Hubley) là một vùng băng ở Nam Cực, nơi tầng trũng dưới mực nước biển đã khiến dải băng xung quanh tạo ra một mái vòm. Nếu nắp băng được gỡ bỏ, hòn đảo sẽ chìm ở dưới nước. Đảo Berkner được bao phủ hoàn toàn bằng băng dài khoảng 320 kilômét (200 mi) dài 150 kilômét (93 mi) rộng, với diện tích 44.000 km2 (17.000 dặm vuông Anh). Nó được bao quanh bởi thềm băng Filchner-Ronne. Điểm cực bắc của Berkner là khoảng 20 kilômét (12 mi) từ bờ biển. Nó nằm trong phần chồng lấn của các yêu sách lãnh thổ của Argentina và Nam Cực thuộc Anh.
Hòn đảo tăng lên 869 m (2.850 ft) (975 m hay 3.200 ft theo một số nguồn) và tách khỏi thềm băng Ronne và thềm băng Filchner. Nó đặc trưng bởi hai mái vòm, Reinwarthhöhe ở phía bắc (698 m hay 2.290 ft) và Thyssenhöhe ở phía nam (869 m hay 2.851 ft). Nó thụt vào bởi ba vịnh ở phía đông, từ Bắc tới Nam. Đảo Berkner cách khoảng 150 km (93 mi) ở phía tây bờ biển Luitpold, Coats Land, đảo gần nhất của Đông Nam Cực. Hemmen Ice Rise là 17 km (10,6 mi) ngoài góc tây bắc của đảo Berkner.
Đảo Berkner được phát hiện bởi các thành viên của đảng Hoa Kỳ trong Năm Địa vật lý quốc tế (US-IGY) tại ga Ellsworth dưới sự lãnh đạo của thuyền trưởng Finn Ronne, Cục Dự trữ Hải quân Hoa Kỳ (USNR), từư 1957-1958. Nó được đặt tên bởi Ủy ban Cố vấn Hoa Kỳ về Tên Nam Cực (US-ACAN) cho nhà vật lý người Mỹ Lloyd Berkner, kỹ sư của Đoàn thám hiểm Nam Cực Byrd (1928 phản1930).
Kể từ năm 1990, đảo Berkner là điểm khởi đầu cho một số chuyến thám hiểm vùng cực dài ngày. Ben Saunders đã lên kế hoạch cho một hành trình không được hỗ trợ từ hòn đảo đến Nam Cực và trở lại, và đó là điểm khởi đầu của nỗ lực của Henry Worsley để vượt qua Nam Cực vào năm 2015-16.
Trong n1m 994/-995, Khảo sát Nam Cực của Anh, Viện Alfred Wegener và Forschungsstelle für Physikalische Glaziologie của Đại học Münster đã hợp tác trong một dự án khoan lõi băng ở Bắc và Nam của hòn đảo.